# Горбаківський парк
Горбакі́вський парк — парк-пам'ятка садово-паркового мистецтва місцевого значення в Україні. Об'єкт розташований в межах Гощанського району Рівненської області, на території Горбаківської сільської ради. 
Площа — 3,6 га, статус отриманий у 2018 році.